# Heinz-Harald Frentzen
Heinz-Harald Frentzen (* 18. Mai 1967 in Mönchengladbach) ist ein ehemaliger deutscher Automobilrennfahrer. Er startete von 1994 bis 2003 bei 157 Grand-Prix-Rennen in der Formel 1 und wurde dort 1997 Vizeweltmeister. Von 2004 bis 2006 fuhr Frentzen in der DTM, anschließend war er bei Langstreckenrennen und in der Speedcar Series aktiv. In den Saisons 2011 und 2012 startete er im ADAC GT Masters.

## Karriere

### Anfänge im Motorsport
Frentzen, Sohn eines Deutschen und einer Spanierin, war 13 Jahre alt, als er 1980 in den Kart-Sport einstieg. 1981 wurde er Deutscher Juniorenmeister. 1983 traf Frentzen erstmals Michael Schumacher auf der Kartbahn in Kerpen. Vater Harald Frentzen erinnerte sich an diese Begegnung: „Schumacher war der Beste in Kerpen, niemand konnte ihn schlagen, aber dann kam Heinz-Harald und siegte. Michael wurde Zweiter – zum ersten Mal.“ 1986 wechselte Frentzen in die Formel Ford 2000, von wo aus der Aufstieg in höhere Rennklassen beginnen sollte. Das erste Jahr im Team Reynard verlief recht gut: Ein 4., zwei 1., zwei 2., zwei 3. und ein 5. Platz stehen am Ende der Saison auf der Haben-Seite einem Ausfall gegenüber. Das zweite Jahr in der Formel Ford 2000 brachte mit 18 Zählern nur auf Rang acht. 1988 wechselte er in die deutsche Formel-Opel-Meisterschaft. Mit sieben Siegen gewann er den Titel. Im darauffolgenden Jahr entwickelte sich ein packender Dreikampf um den Sieg in der Formel-3-Meisterschaft zwischen dem Österreicher Karl Wendlinger, Frentzen und Michael Schumacher, an dessen Ende Wendlinger mit 164 Punkten vorne lag – vor Frentzen und Schumacher mit je 163 Zählern.
Diese drei Piloten trafen sich kurze Zeit später wieder, um 1990 für das Juniorteam von Mercedes-Benz bei den Gruppe C-Sportwagen anzutreten. Dort sollten sie unter der Leitung von Jochen Mass für höhere Aufgaben qualifiziert werden. Mass erinnert sich: „Alle drei waren sehr schnelle Jungs, aber jeder hatte andere Stärken und Schwächen. Was mich bei Heinz-Harald überraschte, war seine Fähigkeit, auf Anhieb schnell zu sein. Bei einem Testtag in Jerez hatte er noch keine fliegende Runde gedreht, aber dafür machte er Witze mit den Mechanikern, bis ich rüberging und ihm sagte, er solle sich besser aufs Fahren konzentrieren. Da war er zwar etwas eingeschnappt, doch er fuhr raus und drehte seine erste fliegende Runde – die auch prompt die schnellste des Tages war.“
Frentzen verließ das Team am Ende der Saison, um für 1991 in die Formel 3000 zu wechseln, die zu dieser Zeit als das Sprungbrett zur Formel 1 galt. Im Team von Eddie Jordan konnten Frentzen und sein Teamkollege Eddie Irvine aufgrund nicht konkurrenzfähigen Materials jedoch kaum Erfolge verbuchen. In den Jahren 1992 und 1993 verdingte sich Frentzen gezwungenermaßen in der Formel Nippon, da das Jordan-Team in die Formel 1 gewechselt war und er keinerlei lukrative Angebote – weder aus der Formel 1 noch aus der Formel 3000 – vorliegen hatte.
Für 1994 entschloss sich Mercedes-Benz nach fast 40 Jahren Abstinenz zur Rückkehr in den Grand-Prix-Sport. Dazu kauften sie sich bei der englischen Motorenschmiede Ilmor ein, benannten die Motoren in Mercedes um und ließen sie weiterhin dort entwickeln. Da Ilmor auch das Team von Peter Sauber mit Triebwerken belieferte, war es nur logisch, mit dem Schweizer Rennstall zusammenzuarbeiten. Dem bereits seit 1993 bei Sauber unter Vertrag stehenden Wendlinger wurde Frentzen als Teamkollege zur Seite gestellt.

### Formel 1

#### Sauber I (1994–1996)

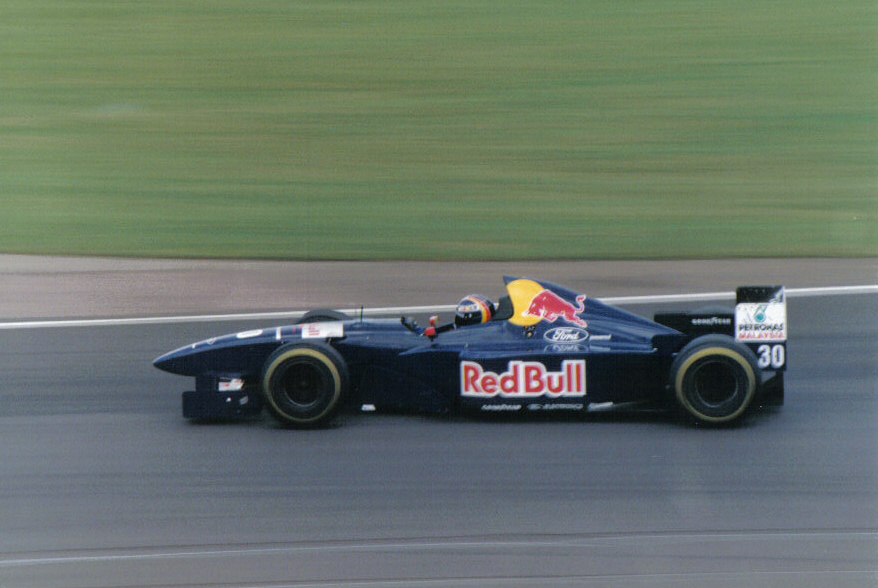
Heinz-Harald Frentzen im Sauber 1995

Frentzens Formel-1-Karriere begann 1994 in Brasilien mit einem 5. Startplatz hervorragend, auch wenn sich der Mönchengladbacher im Rennen rausdrehte. Bereits im zweiten Rennen konnte er mit Platz fünf seine ersten Weltmeisterschaftspunkte verbuchen. Der weitere Saisonverlauf geriet allerdings zur Katastrophe: Nach den tödlichen Unfällen von Ayrton Senna und Roland Ratzenberger verunglückte Frentzens Teamkollege Wendlinger in Monaco schwer und lag einige Wochen im Koma, was das Team sowie Frentzen schwer belastete. Erst langsam konnte sich HHF von dem Schock erholen, schlug sogar in seiner Erschütterung ein Angebot von Frank Williams aus, anstelle des tödlich verunglückten Senna für sein Team zu fahren. Zu groß war die Solidarität zu seinem Chef Peter Sauber, den er in der Not nicht allein lassen wollte.
Gegen Ende der Saison schaffte es Frentzen sogar noch dreimal in die zweite Startreihe. Seine guten Startpositionen konnte er im Rennen allerdings nicht in entsprechende Resultate umwandeln. In den Folgejahren vermochte Frentzen nach dem Abgang von Mercedes zum McLaren-Team mit Ford-Motoren zwar einige Achtungserfolge erzielen, stand aber insgesamt ohne nennenswerte Resultate da. Immerhin schaffte er 1995 in Monza in einem von vielen Ausfällen geprägten Rennen als Dritter seine erste Podestplatzierung in der Formel 1. 1996 scheiterte er in Monaco an seiner eigenen Ungeduld. Nachdem der vor ihm liegende Eddie Irvine sich nicht hatte überrunden lassen, startete er einen Überholversuch, der für beide im Aus endete. Im Herbst allerdings verkündete er den größten Meilenstein seiner Karriere: den Wechsel zum Weltmeisterteam Williams, wo er Seriensieger Damon Hill ersetzen sollte.

#### Williams (1997–1998)

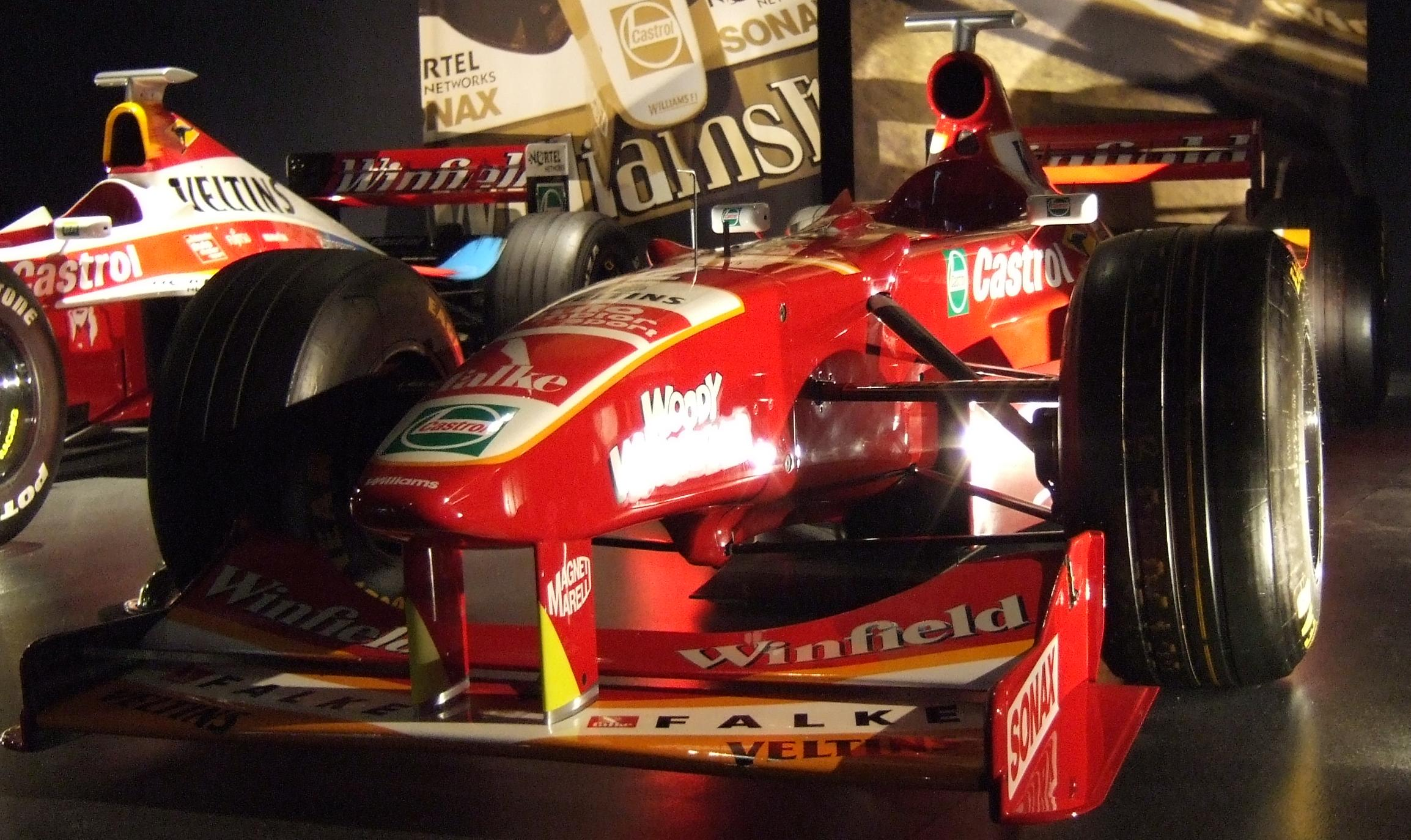
Williams FW20 1998

Entsprechend hohe Erwartungen lasteten in der Saison 1997 auf Frentzen, dessen Teamkollege Jacques Villeneuve ihn zudem psychologisch unter Druck zu setzen wusste. Schnell zeigte sich, dass der sensible HHF mit der als kühl und schroff beschriebenen Arbeitsatmosphäre im erfolgsverwöhnten Team Williams nicht zurechtkam. Er scheiterte an der schwierigen Aerodynamik seines Rennautos, der Nervenstärke seines Teamkollegen und viel Pech, das gute Ergebnisse einige Male vereitelte. In Melbourne explodierte ihm drei Runden vor Schluss eine zu dünn dimensionierte Bremsscheibe, in Monaco musste er auf Anweisung seines Teams bei Regen mit Trockenreifen starten, in Silverstone würgte er seinen Motor ab, weil er am Start versehentlich zwei Knöpfe gleichzeitig gedrückt hatte, in Hockenheim kollidierte Frentzen mit Irvine und am Hungaroring lag er in Führung, ehe ein defekter Tankverschluss sein Auto in Flammen setzte. Trotzdem konnte er beim Großen Preis von San Marino seinen Premierensieg und in Monaco erstmals eine Pole-Position in der Formel 1 feiern. Bei diesem einen Triumph blieb es allerdings trotz des schnellsten Autos im Feld, mit dem Villeneuve der Weltmeisterschaft entgegenfuhr. Am Ende der Saison wurde Frentzen durch die Bestrafung von Michael Schumacher, dem nach seiner Kollision mit Villeneuve im letzten Rennen der zweite Platz der Fahrerwertung aberkannt wurde, Vize-Weltmeister mit 42 Punkten.
Für 1998 wurden die Regeln in der Formel 1 grundlegend verändert (u. a. Reduzierung der Fahrzeugbreite von zwei auf 1,80 m und Einführung von Rillenreifen). Williams bewältigte diesen Schritt schlechter als andere Teams und fiel hinter McLaren und Ferrari zurück. Zudem hatte sich der Motorenpartner Renault mit dem Ende der Saison 1997 aus der Formel 1 zurückgezogen, sodass Williams für die Wartung der Vorjahresmotoren bezahlen musste. Außerdem war Williams’ Star-Designer Adrian Newey zu McLaren gewechselt. Der große Erfolg blieb aus, so dass lediglich eine Podestplatzierung für Frentzen zu Buche stand. Am Ende des Jahres trennte sich Williams vom Mönchengladbacher, der die in ihn gesetzten Erwartungen nicht erfüllen konnte. Er tauschte mit Ralf Schumacher das Cockpit und kehrte zu seinem alten Teamchef Eddie Jordan zurück.

#### Jordan, Prost (1999–2001)

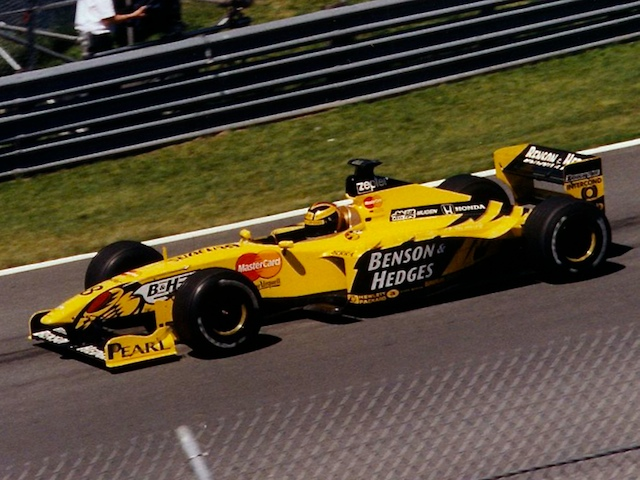
WM-Dritter im Jordan 1999

1999 strafte Frentzen alle Kritiker Lügen. An der Seite von Ex-Weltmeister Damon Hill bescherte er dem Jordan-Team die erfolgreichste Saison seiner Geschichte, in der er zwei Rennen gewinnen konnte und lange ein Wort um den WM-Titel mitredete. Nach seinem Ausfall am Nürburgring aber, wo er in Führung liegend ausschied, musste er sich am Ende mit Platz drei in der Fahrerwertung begnügen. Im Jahr 2000 konnte Jordan seinen Fahrern nicht das konkurrenzfähige Material geben, Siege oder gar der WM-Titel waren somit in weite Ferne gerückt. Lediglich zwei dritte Plätze sprangen am Ende heraus, beide erzielt von Heinz-Harald Frentzen. Auch das Folgejahr begann schwierig, obwohl Jordan nun mit Honda-Werksmotoren ausgerüstet wird. Mitten in der Saison entließ Teamchef Jordan den demotiviert wirkenden Frentzen – aus Kostengründen, wie es heute heißt.
Daraufhin wechselte Heinz-Harald Frentzen für den restlichen Saisonverlauf zum chronisch unterfinanzierten Team des vierfachen Weltmeisters Alain Prost, das jedoch am Jahresende Insolvenz anmelden musste. Doch zuvor erzielte er für den französischen Rennstall einen Achtungserfolg. Im belgischen Spa-Francorchamps startete er mit dem weit unterlegenen Prost von Platz 4. Zwar spielten ihm dabei die Wetterkapriolen in die Karten, „doch auch diese Runde muss man erstmal fahren“, wie Alain Prost nach dem Qualifikationstraining strahlend verkündete. Leider ließ sich beim zweiten Start der erste Gang nicht einlegen, sodass Frentzen aus der letzten Reihe starten musste. Am Ende belegte er Rang neun von 13 Piloten, die das Ziel sahen.

#### Arrows, Sauber II (2002–2003)

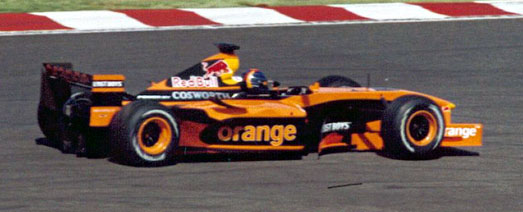
„HHF“ im Arrows 2002

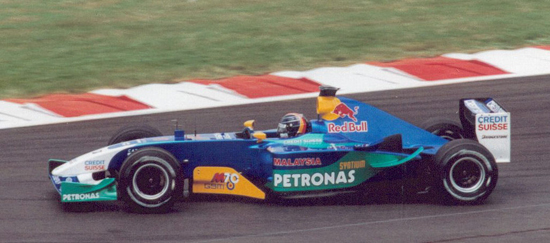
„HHF“ im Sauber, 2003

Ein Angebot für die Saison 2002 erhielt Frentzen vom Team Arrows, wo er erneut seine Klasse unter Beweis stellen konnte und den unterlegenen Wagen, der jedoch von der Aerodynamik durchaus Potenzial besaß, zweimal in die Punkte fuhr, bevor auch Arrows mitten in der Saison Konkurs anmelden musste. Erneut ohne Team dastehend diente sich Frentzen seinem alten Teamchef Peter Sauber an, der ihn beim Grand Prix der USA für den damals unfallträchtigen Felipe Massa ins Auto setzte. Für die Saison 2003 erhielt Frentzen einen Platz im Sauber-Team neben Nick Heidfeld, der ebenfalls aus Mönchengladbach stammt. Beim Großen Preis der USA fuhr Heinz-Harald Frentzen den Sauber sensationell auf Platz drei, die letzte Podiumsplatzierung seiner F1-Karriere. Am Ende des Jahres wurde sein Vertrag allerdings nicht verlängert, da Sauber seinen Sponsoren gegenüber zwei deutsche Piloten nicht mehr rechtfertigen konnte. So entschloss sich Frentzen trotz eines Angebotes für die Saison 2004 von Eddie Jordan, der die Entlassung Frentzens zweieinhalb Jahre zuvor öffentlich als Fehler eingestand, seine Formel-1-Karriere zu beenden.

### DTM

#### Opel (2004–2005)
Für 2004 unterschrieb Frentzen stattdessen einen Vertrag bei Opel als Fahrer in der DTM. In seinem ersten DTM-Lauf, dem Auftaktrennen in Hockenheim, startete Frentzen von Platz 16 und kam nach 37 Runden als Elfter ins Ziel. Im weiteren Saisonverlauf konnte er jedoch einige Achtungserfolge erzielen. Für die Saison 2005 wurde daraufhin sein Vertrag bei Opel um ein Jahr verlängert. Die folgende Rennsaison verlief dann wesentlich besser für den ehemaligen Formel-1-Piloten. Obwohl Opel der Konkurrenz nach wie vor sichtbar unterlegen war, schaffte er als einziger Opel-Pilot gleich zweimal den Sprung aufs Podest (in Brünn und Zandvoort) und tauchte auch bei den restlichen Rennen immer wieder in den Punkterängen auf. Dementsprechend beendete er die Saison als bester Opel-Pilot auf dem achten Gesamtrang, als zweitbester Deutscher hinter dem mehrfachen DTM-Meister Bernd Schneider. Ausgerechnet beim Saisonfinale in Hockenheim wurde Frentzen nach einem schweren Unfall mit einer Gehirnerschütterung ins Krankenhaus eingeliefert, wo er einige Tage verweilen musste.

#### Audi (2006)

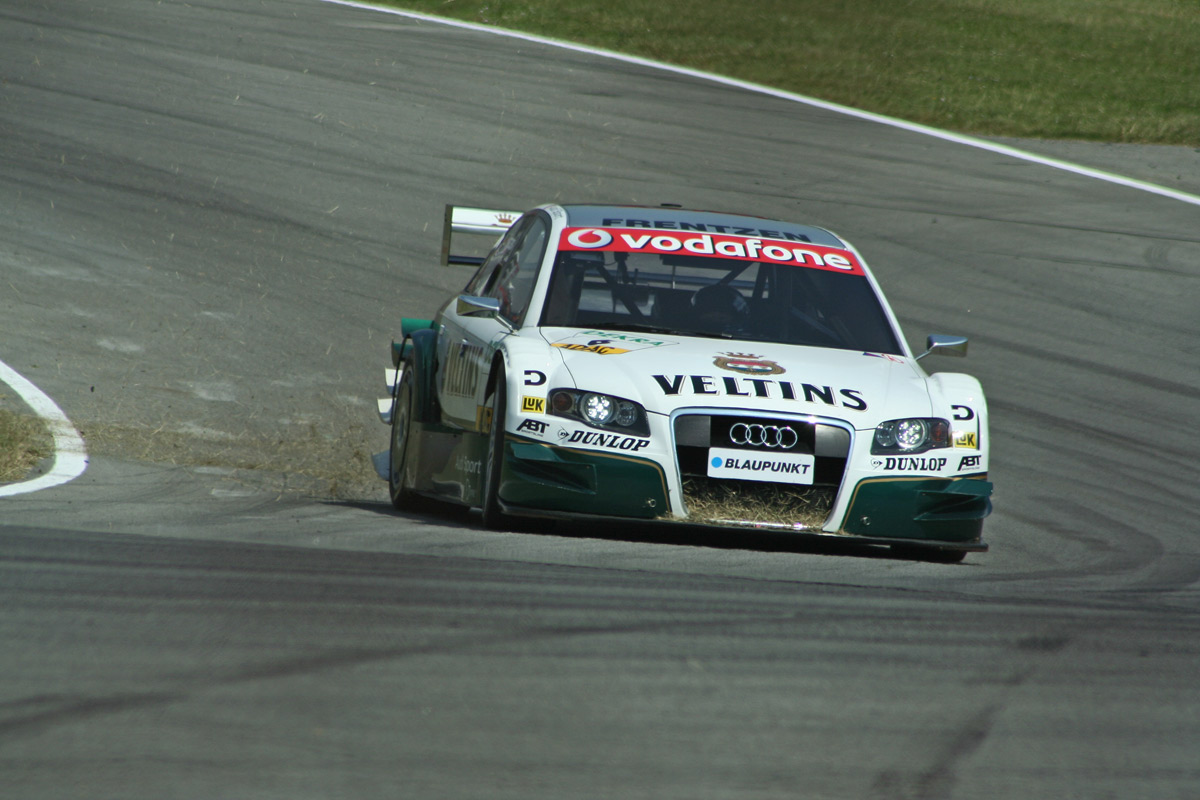
Frentzen im DTM-Audi, Brands Hatch 2006

Nach dem Ausstieg von Opel aus der DTM zum Saisonende 2005 bestritt Heinz-Harald Frentzen die Saison 2006 für Audi in einem Werks-Audi A4 des Abt-Sportsline-Teams. In diesem Jahr erreichte er neben zwei dritten Plätzen im letzten Qualifikationstraining in Hockenheim die erste Pole-Position seiner DTM-Karriere. Im Verlauf des Rennens wurde er jedoch nach hinten durchgereicht und von seinem Teamkollegen Mattias Ekström an Position sechs liegend abgeschossen. Im anschließenden Interview bemängelte er, dass er im Team keine gleichwertige Behandlung bei der technischen Betreuung und Rennstrategie erfahren habe und kündigte an, daraus seine Konsequenzen zu ziehen und über einen Abschied nachzudenken. Dieser war bereits durch die offensichtliche Brüskierung von Audi-Sportchef Wolfgang Ullrich sehr wahrscheinlich. Am Abend des 30. Oktober 2006 verkündete Heinz-Harald Frentzen die Trennung von Audi, da sich auch in einem abschließenden Gespräch kein gemeinsamer Nenner mehr finden ließ. Daraufhin legte er 2007 ein Jahr Pause im Rennsport ein.

### Langstrecke/Sportwagen

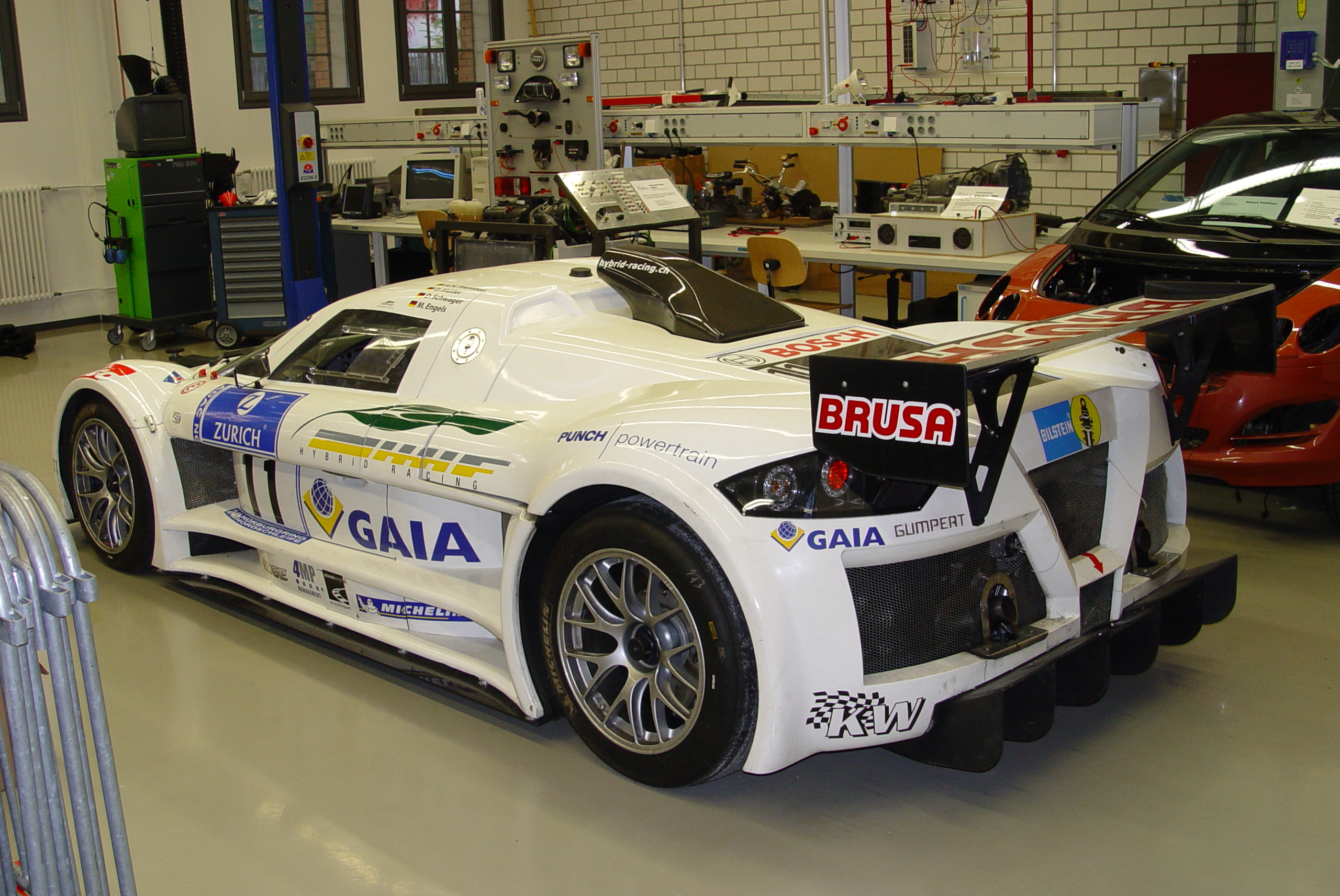
HHF Hybrid Race Car (Gumpert Apollo)

Anfang der 2000er-Jahre setzte ein Rückzug vieler Sponsoren aus dem Motorsport ein, die sich stattdessen umweltfreundlicheren Sportarten zuwandten, was Frentzen zu einem Fürsprecher zunächst hybrider, später elektrischer Antriebstechnologien im Motorsport werden ließ. Im Jahr 2008 ging Frentzen beim 24-Stunden-Rennen auf dem Nürburgring mit dem eigens entwickelten HHF Hybrid Race Car und einem eigenen Team an den Start. Als Basis diente ein gekaufter Apollo-Straßenwagen mit einem 3,3-Liter-V8-Biturbo mit 382 kW (520 PS), einem Elektromotor 100 kW (136 PS) sowie einer Traktionsbatterie der deutschen Gaia-Akkumulatorenwerke GmbH. Frentzen konnte das Rennen mit der problemlos funktionierende Hybridtechnik beenden, wurde jedoch wegen zwei Schäden am konventionellen Getriebe nicht gewertet.
Auch einen zweiten Langstreckenklassiker, die 24 Stunden von Le Mans, bestritt er zweimal: 1992 im Lola T92/10 im Euroracing-Team und 2008 – allerdings für Aston Martin.

### Speedcar Series
An der 2007 gegründeten, 2009 eingestellten Speedcar Series, deren Rennen ausschließlich auf asiatischen Strecken stattfanden und die zur Überbrückung der Formel-1-freien Winterzeit ins Leben gerufen wurde, nahm Frentzen anfangs als Gaststarter, später als Stammfahrer teil. In der Serie waren mit Jean Alesi, Johnny Herbert und Jacques Villeneuve auch andere ehemalige Formel-1-Größen aktiv.

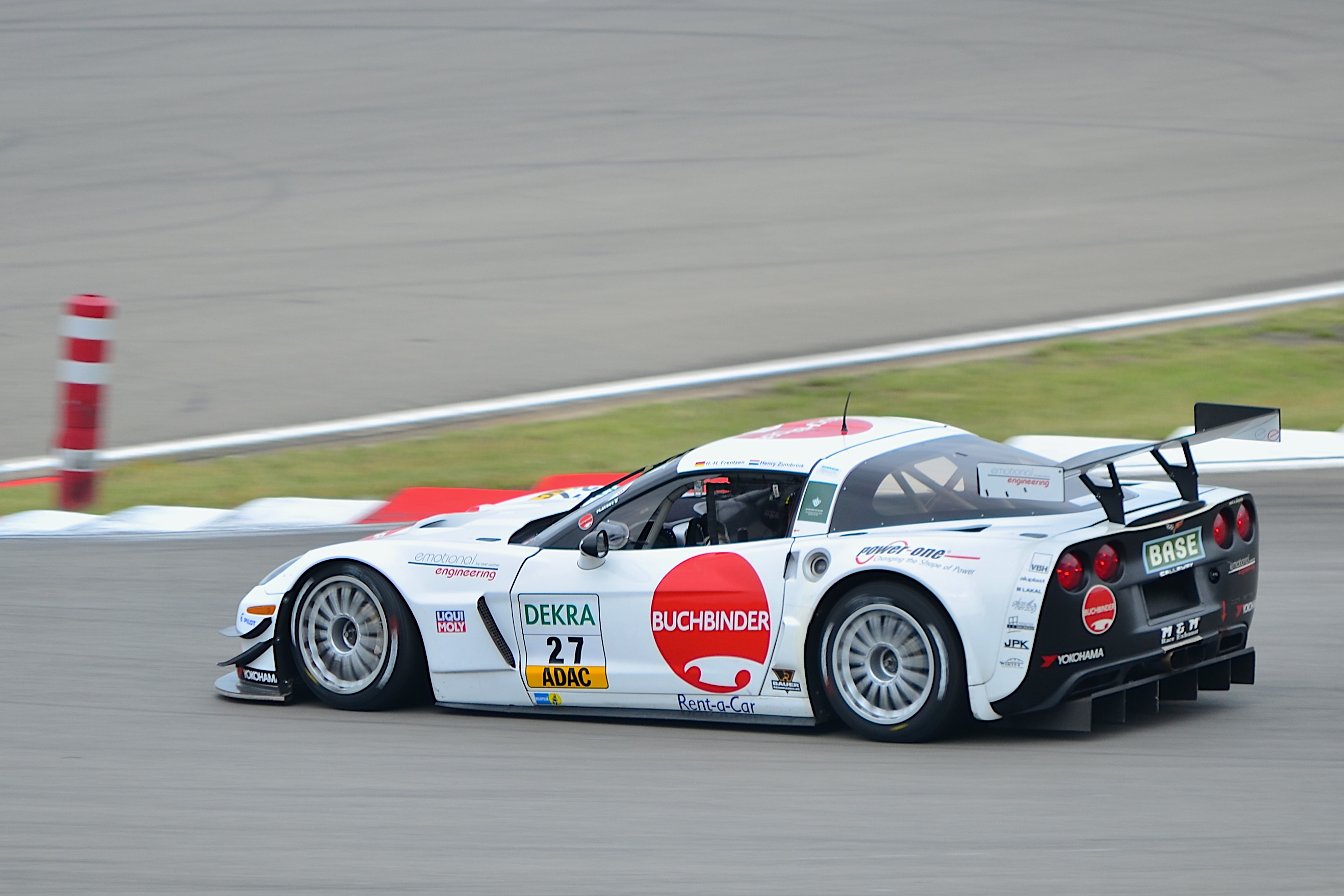
Corvette Z06 mit Heinz-Harald Frentzen auf dem Nürburgring in der ADAC GT Masters 2012

Im August 2010 erklärte Frentzen seinen vorläufigen Rückzug vom aktiven Motorsport.

### ADAC GT Masters
In der Saison 2011 trat Frentzen in der ADAC GT Masters an der Seite des ehemaligen Skispringers Sven Hannawald mit einer Callaway Corvette an und wurde 30. in der Gesamtfahrerwertung. In der Saison 2012 blieb Frentzen der Serie und dem Team Callaway Competition treu, fuhr allerdings mit seinem neuen Teamkollegen Andreas Wirth, der bereits seit dem Jahr 2009 in der ADAC GT Masters an den Start geht. Er belegte in der Saison 2012 Platz 17 der Gesamtfahrerwertung.

### Gaststart
2012 war Frentzen in Melbourne im Rahmenprogramm der Formel 1 Gaststarter im Porsche Carrera Cup Australien.
Das Ganze war eine Promotionaktion des amerikanischen Rappers Flo Rida, der an diesem Wochenende ein Konzert im Rahmen des Formel 1 GP gespielt hatte.

## Sonstiges
Frentzen fungierte 2010 und 2011 bei insgesamt drei Formel-1-Wochenenden als Rennkommissar.

## Privates
Frentzen ist seit 1999 verheiratet und hat drei Töchter. Er lebte von 1994 bis 2011 in Monaco, zog dann mit seiner Familie wieder nach Deutschland, nach Lank-Latum. Ihn verbindet eine Freundschaft mit dem deutschen Formel-1-Reporter Kai Ebel. Ende der 1980er Jahre war Corinna Betsch (seit 1991 liiert und seit 1995 verheiratet mit Michael Schumacher) seine Freundin.

## Statistik

### Nachwuchsklassen
- 1981 Deutscher Junioren-Kartmeister
- 1987 Deutscher Vizemeister Formel Ford 2000
- 1988 Deutscher Meister Formel Opel
- 1989 Deutscher Vizemeister Formel 3

### Statistik in der Formel-1-Weltmeisterschaft

#### Grand-Prix-Siege
- 1997:  San Marino (Imola)
- 1999:  Frankreich (Magny-Cours)
- 1999:  Italien (Monza)

#### Gesamtübersicht
| Saison | Team                      | Chassis             | Motor                 | Rennen | Siege | Zweiter | Dritter | Poles | schn. Runden | Punkte | WM-Pos. |
| ------ | ------------------------- | ------------------- | --------------------- | ------ | ----- | ------- | ------- | ----- | ------------ | ------ | ------- |
| 1994   | Broker Sauber Mercedes    | Sauber C13          | Mercedes-Benz 3.5 V10 | 15     | –     | –       | –       | –     | –            | 7      | 13.     |
| 1995   | Red Bull Sauber Ford      | Sauber C14          | Ford Zetec-R 3.0 V8   | 17     | –     | –       | 1       | –     | –            | 15     | 9.      |
| 1996   | Red Bull Sauber Ford      | Sauber C15          | Ford Zetec-R 3.0 V10  | 16     | –     | –       | –       | –     | –            | 7      | 12.     |
| 1997   | Rothmans Williams Renault | Williams FW19       | Renault 3.0 V10       | 17     | 1     | 2       | 4       | 1     | 6            | 42     | 2.      |
| 1998   | Winfield Williams         | Williams FW20       | Mecachrome 3.0 V10    | 16     | –     | –       | 1       | –     | –            | 17     | 7.      |
| 1999   | Benson & Hedges Jordan    | Jordan 199          | Mugen-Honda 3.0 V10   | 16     | 2     | 1       | 3       | 1     | –            | 54     | 3.      |
| 2000   | Benson & Hedges Jordan    | Jordan EJ10 / EJ10B | Mugen-Honda 3.0 V10   | 17     | –     | –       | 2       | –     | –            | 11     | 9.      |
| 2001   | B&H Jordan Honda          | Jordan EJ11         | Honda 3.0 V10         | 10     | –     | –       | –       | –     | –            | 6      | 13.     |
| 2001   | Prost Acer                | Prost AP04          | Acer 3.0 V10          | 5      | –     | –       | –       | –     | –            | –      | 13.     |
| 2002   | Orange Arrows Cosworth    | Arrows A23          | Cosworth 3.0 V10      | 11     | –     | –       | –       | –     | –            | 2      | 18.     |
| 2002   | Sauber Petronas           | Sauber C21          | Petronas 3.0 V10      | 1      | –     | –       | –       | –     | –            | –      | 18.     |
| 2003   | Sauber Petronas           | Sauber C22          | Petronas 3.0 V10      | 15     | –     | –       | 1       | –     | –            | 13     | 11.     |
| Gesamt | Gesamt                    | Gesamt              | Gesamt                | 156    | 3     | 3       | 12      | 2     | 6            | 174    |         |

#### Einzelergebnisse
| Saison | 1   | 2   | 3   | 4   | 5   | 6   | 7   | 8   | 9   | 10  | 11  | 12  | 13  | 14  | 15  | 16  | 17 |
| ------ | --- | --- | --- | --- | --- | --- | --- | --- | --- | --- | --- | --- | --- | --- | --- | --- | -- |
| 1994   |     |     |     |     |     |     |     |     |     |     |     |     |     |     |     |     |    |
| DNF    | 5   | 7   | DNA | DNF | DNF | 4   | 7   | DNF | DNF | DNF | DNF | DNF | 6   | 6   | 7   |     |    |
| 1995   |     |     |     |     |     |     |     |     |     |     |     |     |     |     |     |     |    |
| DNF    | 5   | 6   | 8   | 6   | DNF | 10  | 6   | DNF | 5   | 4   | 3   | 6   | DNF | 7   | 8   | DNF |    |
| 1996   |     |     |     |     |     |     |     |     |     |     |     |     |     |     |     |     |    |
| 8      | DNF | DNF | DNF | DNF | 4   | 4   | DNF | DNF | 8   | 8   | DNF | DNF | DNF | 7   | 6   |     |    |
| 1997   |     |     |     |     |     |     |     |     |     |     |     |     |     |     |     |     |    |
| 8      | 9   | DNF | 1   | DNF | 8   | 4   | 2   | DNF | DNF | DNF | 3   | 3   | 3   | 3   | 2   | 6   |    |
| 1998   |     |     |     |     |     |     |     |     |     |     |     |     |     |     |     |     |    |
| 3      | 5   | 9   | 5   | 8   | DNF | DNF | 15  | DNF | DNF | 9   | 5   | 4   | 7   | 5   | 5   |     |    |
| 1999   |     |     |     |     |     |     |     |     |     |     |     |     |     |     |     |     |    |
| 2      | 3   | DNF | 4   | DNF | 11  | 1   | 4   | 4   | 3   | 4   | 3   | 1   | DNF | 6   | 4   |     |    |
| 2000   |     |     |     |     |     |     |     |     |     |     |     |     |     |     |     |     |    |
| DNF    | 3   | DNF | 17  | 6   | DNF | 10  | DNF | 7   | DNF | DNF | 6   | 6   | DNF | 3   | DNF | DNF |    |
| 2001   |     |     |     |     |     |     |     |     |     |     |     |     |     |     |     |     |    |
| 5      | 4   | 11  | 6   | DNF | DNF | DNF | INJ | DNF | 8   | 7   | EX  | DNF | 9   | DNF | 10  | 12  |    |
| 2002   |     |     |     |     |     |     |     |     |     |     |     |     |     |     |     |     |    |
| DSQ    | 11  | DNF | DNF | 6   | 11  | 6   | 13  | 13  | DNF | DNQ | DNF |     |     |     | 13  |     |    |
| 2003   |     |     |     |     |     |     |     |     |     |     |     |     |     |     |     |     |    |
| 6      | 9   | 5   | 11  | DNF | DNS | DNF | DNF | 9   | 12  | 12  | DNF | DNF | 13  | 3   | DNF |     |    |

| Legende  | Legende            | Legende                                                          |
| Farbe    | Abkürzung          | Bedeutung                                                        |
| -------- | ------------------ | ---------------------------------------------------------------- |
| Gold     | –                  | Sieg                                                             |
| Silber   | –                  | 2. Platz                                                         |
| Bronze   | –                  | 3. Platz                                                         |
| Grün     | –                  | Platzierung in den Punkten                                       |
| Blau     | –                  | Klassifiziert außerhalb der Punkteränge                          |
| Violett  | DNF                | Rennen nicht beendet (did not finish)                            |
| Violett  | NC                 | nicht klassifiziert (not classified)                             |
| Rot      | DNQ                | nicht qualifiziert (did not qualify)                             |
| Rot      | DNPQ               | in Vorqualifikation gescheitert (did not pre-qualify)            |
| Schwarz  | DSQ                | disqualifiziert (disqualified)                                   |
| Weiß     | DNS                | nicht am Start (did not start)                                   |
| Weiß     | WD                 | zurückgezogen (withdrawn)                                        |
| Hellblau | PO                 | nur am Training teilgenommen (practiced only)                    |
| Hellblau | TD                 | Freitags-Testfahrer (test driver)                                |
| ohne     | DNP                | nicht am Training teilgenommen (did not practice)                |
| ohne     | INJ                | verletzt oder krank (injured)                                    |
| ohne     | EX                 | ausgeschlossen (excluded)                                        |
| ohne     | DNA                | nicht erschienen (did not arrive)                                |
| ohne     | C                  | Rennen abgesagt (cancelled)                                      |
| ohne     | keine WM-Teilnahme |                                                                  |
| sonstige | P/fett             | Pole-Position                                                    |
| sonstige | 1/2/3/4/5/6/7/8    | Punktplatzierung im Sprint-/Qualifikationsrennen                 |
| sonstige | SR/kursiv          | Schnellste Rennrunde                                             |
| sonstige | *                  | nicht im Ziel, aufgrund der zurückgelegten Distanz aber gewertet |
| sonstige | ()                 | Streichresultate                                                 |
| sonstige | unterstrichen      | Führender in der Gesamtwertung                                   |

### Le-Mans-Ergebnisse
| Jahr | Team                | Fahrzeug          | Teamkollege             | Teamkollege    | Platzierung | Ausfallgrund |
| ---- | ------------------- | ----------------- | ----------------------- | -------------- | ----------- | ------------ |
| 1992 | Euro Racing         | Lola T92/10       | Charles Zwolsman senior | Shunji Kasuya  | Rang 13     |              |
| 2008 | Aston Martin Racing | Aston Martin DBR9 | Karl Wendlinger         | Andrea Piccini | Rang 16     |              |

### Einzelergebnisse in der Sportwagen-Weltmeisterschaft
| Saison | Team                 | Rennwagen         | 1   | 2   | 3   | 4   | 5   | 6   | 7   | 8   | 9   |
| ------ | -------------------- | ----------------- | --- | --- | --- | --- | --- | --- | --- | --- | --- |
| 1990   | Team Sauber Mercedes | Mercedes-Benz C11 | SUZ | MON | SIL | SPA | DIJ | NÜR | DON | MOT | MEX |
| 1990   | Team Sauber Mercedes | Mercedes-Benz C11 |     |     |     | 2   |     |     |     |     |     |
| 1992   | Euro Racing          | Lola T92/10       | MON | SIL | LEM | DON | SUZ | MAG |     |     |     |
| 1992   | Euro Racing          | Lola T92/10       |     |     | 13  | 4   | DNF |     |     |     |     |

## Auszeichnungen
- ADAC Motorsportler des Jahres 2003